# Antilogaritmo
Il termine antilogaritmo viene adottato nell'ambito della presentazione delle tavole dei logaritmi con significato equivalente ad elevamento a potenza.
Il principio della tavola dei logaritmi, che sembra fosse stato intuito già da Archimede, fu riproposto al mondo dei commerci e dell'inizio della rivoluzione industriale nel XVII secolo da Nepero. Per comprendere pienamente il meccanismo di logaritmi ed antilogaritmi, si può partire da una tabella che nella  prima riga presenta una semplicissima progressione aritmetica, quella degli interi positivi, e nella seconda la successione delle potenze in una data base, ad esempio del numero 2, aventi per esponenti gli elementi della prima successione:
{\displaystyle {\begin{matrix}1&2&3&4&5&...\\2^{1}=2&2^{2}=4&2^{3}=8&2^{4}=16&2^{5}=32&...\end{matrix}}}
La seconda successione è una progressione geometrica. Seguendo Nepero, chiamiamo gli elementi della progressione aritmetica logaritmi (in base 2) dei corrispondenti elementi della seconda successione; questi a loro volta si diranno gli antilogaritmi (in base 2) dei numeri sovrastanti.
Supposto che sia:
{\displaystyle p\,=\,a^{m}\,\!,}
si introduce l'operatore {\displaystyle \log _{a}} da usare come prefisso del numero p per significare:
«si cerchi nella prima riga della tavola l'esponente m che deve assegnarsi alla base a per ottenere p uguale ad am»;
si può inoltre introdurre l'operatore {\displaystyle \,\operatorname {antilog} _{a}} da usare come prefisso del numero m per significare:
«si cerchi nella seconda riga il valore di p tale che sia uguale ad am».
In tal modo, si potrà scrivere che:
{\displaystyle m\,=\,\log _{a}p}   (che si legge: «m è il logaritmo di p, in base a»);
{\displaystyle p\,=\,\operatorname {antilog} _{a}m}   (che si legge: «p è l'antilogaritmo di m, in base a»).